# Gilles Senn
Gilles Senn (* 1. März 1996 in Saas-Almagell) ist ein Schweizer Eishockeytorhüter, der seit 2024 beim HC Ambrì-Piotta in der Schweizer National League unter Vertrag steht.

## Karriere
Über die Stationen EHC Saastal und EHC Visp stiess Senn 2011 im Alter von 15 Jahren zur Nachwuchsabteilung des HC Davos. Er besuchte das Sport-Gymnasium Davos. HCD-Trainer Arno Del Curto verschaffte ihm im Laufe der Saison 2014/15 erste Kurzeinsätze in der National League A (NLA). Davos gewann in jener Spielzeit den Meistertitel.
Im Hinblick auf die Saison 2016/17 entschloss sich Davos, mit Senn und dem rund ein Jahr jüngeren Joren van Pottelberghe einem sehr jungen Torhütergespann das Vertrauen zu schenken. Die Neue Zürcher Zeitung schrieb angesichts dieser Entscheidung: «Es ist ein aufregendes Experiment, das der HCD durchführt. Der Verein geht ein Wagnis ein, das sich bei der Konkurrenz nicht viele leisten können – oder wollen. Davos jedenfalls ist für eine solche Versuchsreihe das ideale Biotop.»
Im NHL Entry Draft 2017 wurde Senn an 129. Stelle von den New Jersey Devils ausgewählt. Nachdem er im Spieljahr 2018/19 für Davos in 20 Ligaspielen eine Fangquote von 90,1 % erzielt hatte, wurde er im April 2019 von den New Jersey Devils aus der National Hockey League (NHL) mit einem Zweijahresvertrag ausgestattet. Vorerst wurde er dort bei den Binghamton Devils in der American Hockey League (AHL) eingesetzt. Im Dezember 2019 gab er schliesslich sein Debüt für New Jersey in der National Hockey League (NHL), dem letztlich nur ein weiterer Einsatz folgte. Nachdem er in der Spielzeit 2020/21 ausschliesslich in Binghamton eingesetzt worden war, kehrte er im Mai 2021 zum HC Davos in seine Heimat zurück. Dort setzte er sich jedoch nicht vollständig durch und blieb meist Ersatz von Sandro Aeschlimann, so dass er im Dezember 2023 einen Vertrag beim HC Ambrì-Piotta unterzeichnete.

### International
Senn gehörte in den Altersstufen U17, U18 und U20 zur Schweizer Nationalmannschaft. Im Februar 2017 wurde er erstmals ins Kader der A-Nationalmannschaft berufen.

## Erfolge und Auszeichnungen
- 2017 NLA Youngster of the Year
- 2018 Silbermedaille bei der Weltmeisterschaft
- 2023 Spengler-Cup-Gewinn mit dem HC Davos

## Karrierestatistik
Stand: Ende der Saison 2024/25

### International
Vertrat die Schweiz bei:
- U20-Junioren-Weltmeisterschaft 2015
- Weltmeisterschaft 2018

(Legende zur Torhüterstatistik: GP oder Sp = Spiele insgesamt; W oder S = Siege; L oder N = Niederlagen; T oder U oder OT = Unentschieden oder Overtime- bzw. Shootout-Niederlage; Min. = Minuten; SOG oder SaT = Schüsse aufs Tor; GA oder GT = Gegentore; SO = Shutouts; GAA oder GTS = Gegentorschnitt; Sv% oder SVS% = Fangquote; EN = Empty Net Goal; 1 Play-downs/Relegation; Kursiv: Statistik nicht vollständig)